# Engelhof (Spalt)
Engelhof (fränkisch: Änglhuf) ist ein Gemeindeteil der Stadt Spalt im Landkreis Roth (Mittelfranken, Bayern).

## Geografische Lage
Engelhof liegt in der Gemarkung Mosbach. Nördlich der Einöde befindet sich die Massendorfer Schlucht, südlich liegt das Waldgebiet Winkel. Ein Anliegerweg führt zur Kreisstraße RH 6 bei Güsseldorf (0,5 km südöstlich).

## Geschichte
Der Ort wurde im Urbar der Herren von Pappenheim, das 1214 aufgestellt wurde, als „Engelbrehthoue“ erstmals urkundlich erwähnt. Das Bestimmungswort des Ortsnamens ist Engelbrecht, der Personenname des Gründers. Nach dem 16-Punkte-Bericht für das Oberamt Roth des Jahres 1608 gab es in Engelhof ein Anwesen, der das Landesalmosenamt der Reichsstadt Nürnberg als Grundherrn hatte. Das Hochgericht übte das brandenburg-ansbachische Oberamt Roth aus. An den Verhältnissen änderte sich auch gegen Ende des 18. Jahrhunderts nichts.
Im Rahmen des Gemeindeedikts wurde Engelhof dem 1808 gebildeten Steuerdistrikt Mosbach und der 1811 gegründeten Ruralgemeinde Mosbach zugeordnet. Im Zuge der Gebietsreform in Bayern wurde diese am 1. Mai 1978 nach Spalt eingemeindet.

### Baudenkmäler
- Haus Nr. 1: ehemaliges Wohnstallhaus mit Hofkapelle St. Marien, Flurkreuz und Sandsteinpfeiler[12]

### Einwohnerentwicklung
| Jahr      | 001818 | 001840 | 001861 | 001871 | 001885 | 001900 | 001925 | 001950 | 001961 | 001970 | 001987 | 002015 | 002018 | 002023 |
| Einwohner | 15     | 10     | 13     | 8      | 9      | 6      | 7      | 8      | 4      | 3      | 8      | 9      | 7      | 7      |
| Häuser    | 2      | 2      |        |        | 1      | 1      | 1      | 1      | 1      |        | 1      |        |        |        |
| Quelle    | [ 14 ] | [ 15 ] | [ 16 ] | [ 17 ] | [ 18 ] | [ 19 ] | [ 20 ] | [ 21 ] | [ 22 ] | [ 23 ] | [ 24 ] | [ 1 ]  | [ 1 ]  | [ 1 ]  |

## Religion
Der Ort ist römisch-katholisch geprägt und bis heute nach St. Emmeram (Spalt) gepfarrt. Die Einwohner evangelisch-lutherischer Konfession sind nach St. Christophorus (Spalt) gepfarrt.